# Hüllhorst
Hüllhorst – miejscowość i gmina w zachodnich Niemczech, w kraju związkowym Nadrenia Północna-Westfalia, w rejencji Detmold, w powiecie Minden-Lübbecke.